# Àcid gibberèl·lic
L'àcid gibberèl·lic (també anomenat Gibberellin A3, GA, i GA₃) és una fitohormona que es troba a les plantes. La seva fórmula química és C19H22O₆. Quan l'àcid gibberèl·lic està purificat és un sòlid de color entre blanc i groc clar, que és extremament perjudicial per a les substàncies orgàniques, com ara els teixits humans.
L'àcid gibberèl·lic és una gibberel·lina simple que promou el creixement i l'allargament de les cèl·lules vegetals. Afecta la descomposició de les plantes i ajuda al creixement vegetal si s'utilitza en petites proporcions, tanmateix de vegades les plantes hi poden desenvolupar tolerància.
L'àcid gibberèl·lic estimula les llavors que estan germinant per a produir molècules d'ARN missatger que codifiquen enzims hidrolítics. És una fitohormona molt potent que en les plantes de manera natural controla el desenvolupament. Quan s'utilitzen artificialment les concentracions que calen són baixes, entre 0.01-10 mg/L.
El GA va ser identificat el 1935 al Japó com un subproducte metabòlic del patogen de l'arròs Gibberella fujikuroi que provoca un creixement exagerat de les plantes d'arròs i que aquestes morin aviat.